# Brusselse gewestverkiezingen 2004/Kandidatenlijst/CDH
Dit is de kandidatenlijst van het cdH voor de Brusselse gewestverkiezingen van 2004. De verkozenen staan vetgedrukt.

## Effectieven
1. Benoit Cerexhe
2. Francis Delperee
3. Fatima Moussaoui
4. Julie de Groote
5. Joël Riguelle
6. Michel Lemaire
7. Clotilde Nyssens
8. Bertin Mampaka Mankamba
9. Hervé Doyen
10. Catherine van Zeeland
11. Olivier Degryse
12. Fabienne Manandise
13. Ibrahim Erkan
14. Nayyha Aynaou
15. Benoît Gosselin
16. Véronique Lefrancq
17. Ahmed El Khannouss
18. Halis Kokten
19. Chantal Noel
20. Victorio Mandi
21. Jeanne Nyanga-Lumbala
22. Xavier van Outryve d'Ydewalle
23. Abdelrhani Belhaloumi
24. Bernard Dubois
25. Chantal Cattoir-Jacobs
26. Yakup Urun
27. Eric Jassin
28. Geneviève Oldenhove de Guertechin
29. Christian Lamouline
30. Nadine Parmentier
31. Damien De Keyser
32. Anne Marie Vincke-Hendrick
33. Vincent Reynaerts
34. Nathalie De Bodt
35. Xavier Donnez
36. Sigrid Willame
37. Ingrid Denys
38. Nour Koumi
39. Durak Duraku
40. Sandrine Tamma
41. Aliki Dimitriou
42. Grégory Delannay
43. Silvie Jourdain
44. Myriam de Cartier d'Yves
45. Riziki Kabobo
46. Jean Cyril Veldekens
47. Martine Luwana Hatiana
48. Thierry Balsat
49. Carinne Van Aerschot
50. Michel de Wouters d'Oplinter
51. Florence Bertrand
52. Abdelghani Ben Moussa
53. Panagiotis Courcoutelis
54. José Quievy
55. Damien Walckiers
56. Nathalie Peterfalvi
57. Donatienne Jans
58. Vincent Brusten
59. Françoise de Callatay-Herbiet
60. Jean-François Thayer
61. Charlotte Devaux-Mikolajczak
62. Thierry van Merris
63. Kathy Mottet
64. Geneviève Mols
65. Matthieu Van Vaerenbergh
66. Véronique van Eyll
67. Augustin Meire
68. Izabelle Kesrewani
69. Anne-Marie Claeys-Matthys
70. Stéphane de Lobkowicz
71. André du Bus de Warnaffe
72. Joëlle Milquet

## Opvolgers
1. Denis Grimberghs
2. Hervé Doyen
3. Céline Fremault
4. Hamza Fassi-Fihri
5. Laetitia Bergers
6. Olivier Degryse
7. Chantal Berque
8. Jemaa Messaoudi
9. Camille Baise
10. Nicole Jorion-Clerinx
11. Ida Libert-Brigl
12. Jacqueline Delapierre
13. Jasira Ammi
14. Michel Cohen
15. Claire Vandevivere
16. Georges Dallemagne